# Punt van Steiner

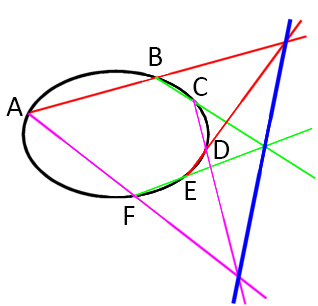
Pascallijn

Een punt van Steiner is een snijpunt van drie goedgekozen pascallijnen.
Gegeven een zeshoek {\displaystyle ABCDEF} ingeschreven in een kegelsnede, dan gaan de pascallijnen van deze zeshoek en de zeshoeken {\displaystyle ADEBCF} en {\displaystyle ADCFEB} door een punt. Het gezamenlijke snijpunt is een punt van Steiner. Door verschillende keuzes in rangschikking van de zes gegeven punten op de kegelsnede, kunnen 20 verschillende punten van Steiner worden aangewezen. Ieder punt van Steiner ligt op een lijn met drie punten van Kirkman. Die lijn wordt de cayleylijn genoemd. Tezamen vormen de pascallijnen, cayleylijnen en punten van Kirkman en Steiner een symmetrische 804-configuratie.
De punten van Steiner zijn naar Jakob Steiner genoemd, die hun bestaan bewees.